# Svensk barnhälsovård under 1900-talet
Den svenska barnhälsovården har sitt ursprung från rörelsen ”Goutte de Lait”, som kom till Sverige i slutet av 1800-talet från Frankrike. Verksamheten fick i Sverige namnet "Mjölkdroppen" och skulle ge råd och hjälpa fattiga mödrarna med uppfödningen av deras spädbarn. Mödrarna erbjöds kostnadsfri ersättning till sina spädbarn under dess första levnadsår och verksamheten innefattade även bestämda möten med läkare för att undersöka barnet och i den möjligaste mån uppfylla barnets behov. Den första verksamheten öppnade 1901 i Katarina församling på Södermalm i Stockholm och år 1903 bildades föreningen "Mjölkdroppen" och kliniker öppnades över hela landet.
I slutet av 1920-talet började förändringar ske, tidigare Mjölkdroppe inrättningar blev barnavårdscentraler och verksamhetens fokus förändrades och utökades. Barnavårdscentralerna lade större vikt på att upplysa, undervisa och övervaka barnens uppfödning och vård. Målet var en allmän förbättring av barns hälsa.
1937 fattade riksdagen beslut om att små barns hälsa skulle vara en uppgift för samhället. År 1937 kom en lag om statsbidrag till förebyggande mödra- och barnavård, detta påskyndade omorganiseringen av "Mjölkdroppar" till barnavårdscentraler och bidrog även till att helt nya inrättningar öppnades. Namnändringen från mjölkdroppe till barnavårdscentral (BVC) speglar inriktningen på verksamheterna. Barnavårdscentralernas uppgift var att bedriva hälsoövervakning av barn men också en allmän förbättring av barns hälsa. Mjölkdropparna var framförallt inriktade på uppfödning av det späda barnet . 

## Historia
Under 1800-talet andra hälft tog industrialiseringen fart. Samtidigt rationaliserades jordbruket och krävde mindre arbetskraft och befolkningen ökade kraftigt. Många flyttade till städerna för att söka försörjning. I städerna var trångboddheten mycket stor, vatten och avloppssystemet dåligt utbyggt eller obefintligt. De hygieniska förhållanden var mycket usla samtidigt som många led av undernäring. Detta bidrog till ökad dödlighet i svåra infektionssjukdomar. Provinsialläkare och fattigvårds-läkare rapporterade att många levde under usla förhållanden. Både gamla, unga och barn dog ofta i smittsamma sjukdomar. Dåliga bostäder, krävande arbeten och alkoholmissbruk var avgörande negativa faktorer. Det tidiga 1900-talet präglades också av en stark rädsla över minskande födelsetal och i och med detta även en oro över den svenska folkstammens kvalitet.
Okunnigheten om sociala frågor och fattigdomens orsaker var stor under slutet av 1800-talet och början på 1900-talet. Allt fler organiserade sig i dessa problem. Organisationer som Centralförbundet för socialt arbete bildades 1903 för att samla de föreningar som ville hitta lösningar på den sociala frågan. Fattigdom, missbruk, barn som for illa och bostadsnöd var några av de problem som bredde ut sig i Sverige runt sekelskiftet 1900 och knöts till stora sociala klyftor och urbanisering. Fyra år efter CSA:s bildande hade 70 organisationer anslutit, däribland Föreningen Mjölkdroppen. CSA förespråkade sociala reformer och bildade opinion genom kampanjer för upplysning och kunskap. En central tanke var att sociala reformer skulle grundas på noggranna undersökningar av olika sociala problem. Lika grundläggande blev kampanjer för bildning, upplysning och kunskap. Under de första decennierna ägnade sig förbundet bland annat åt utredningar, utbildningar, publicering av skrifter och biblioteksverksamhet. CSA drev också en upplysningsbyrå och deltog i den socialpolitiska debatten . Även Svenska fattigvårdsförbundet bildades runt sekelskiftet med mål om att skapa sig något likt en myndighets auktoritet genom att centralisera och sammansluta frivilligorganisationer och kommunala myndigheter.
Ovanstående organisationer hade stor betydelse i när barnen under början av 1900-talet kom i fokus för den nya socialpolitiken. Genom att bedriva stark opinion lyckades dessa organisationer etablera ett stark stöd i samhället och få andra makthavare att förstå betydelsen i att alla barn, oavsett status och samhällsklass, skulle få en duglig livssituation. Barnens situation i samhället låg i nationens intresse.

### Från Mjölkdroppe till BVC

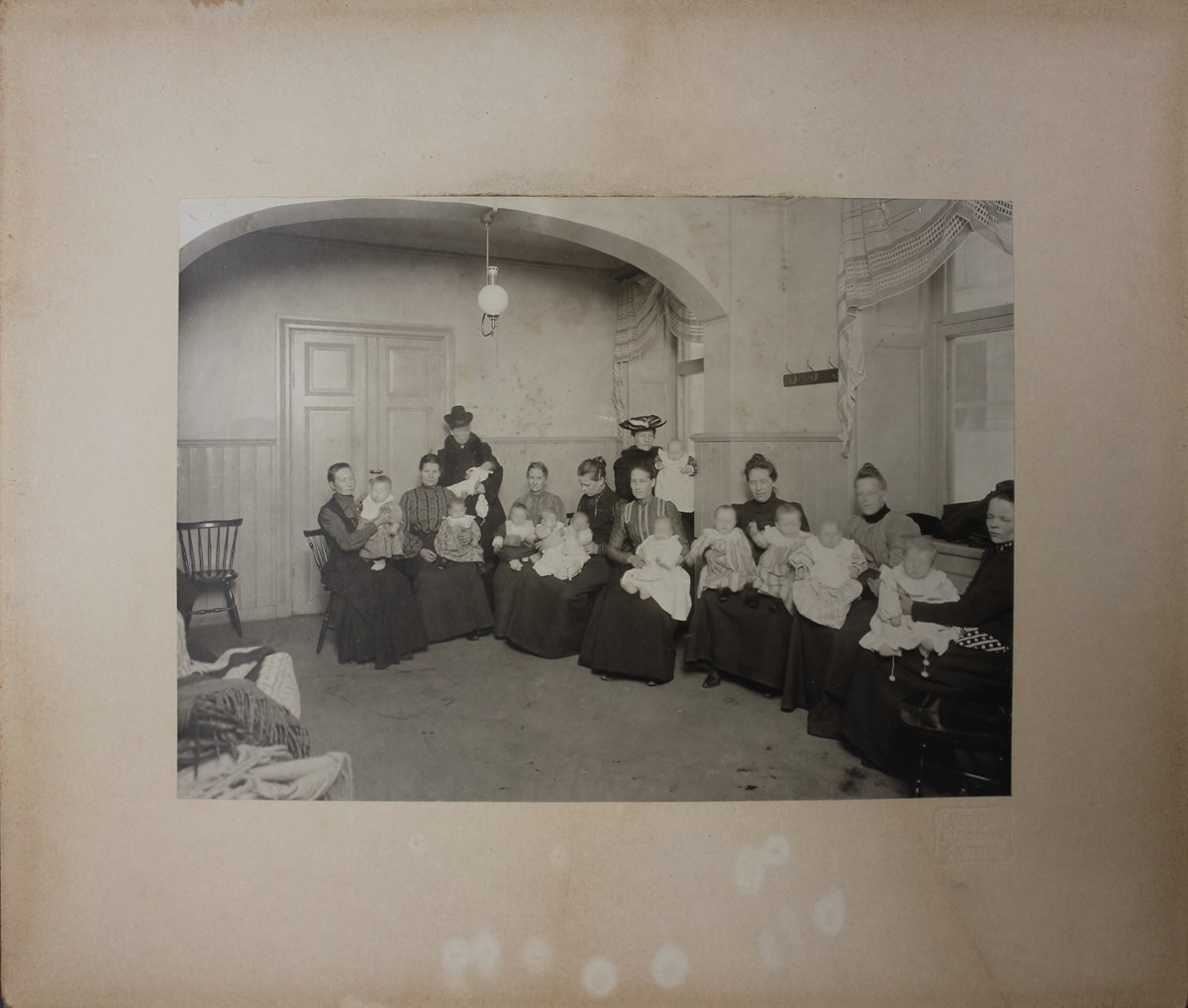
Mjölkdroppeklinik i Stockholm. Föreningen Mjölkdroppen, som bestod av flera lokalavdelningar, startade 1903 och arbetade för att minska spädbarnsdödligheten. Huvuduppgiften var att förse fattiga spädbarn med gratis mjölkersättning. Man kontrollerade också barnens hälsa och gav råd och stöd till mödrarna.

Den första hälsomottagningen med enbart fokus på spädbarn och dess mödrar öppnade öppnade på Södermalm i Stockholm 1901. Verksamheten påminde till en början mest om den franska "Goutte de Lait" - rörelsen och fick namnet "Mjölkdroppen". Målet var att ge fattiga mödrar komjölksblandningar för att öka deras spädbarns intag av föda. Samtidigt ämnade man att övervaka spädbarnen medicinskt och ge mödrarna undervisning och rådgivning. 1903 bildades föreningen "Mjölkdroppen" och kliniker öppnades över hela landet.
I slutet av 1920-talet började en förändring av Mjölkdroppeverksamheten aktualiseras. Mjölkdropparna övergick alltmer till att bli centrum för råd och upplysning inom barnavård. Denna utveckling från mjölkdistributör till rådgivningsstation för amning och spädbarnsvård innebar också att namnet "Mjölkdroppe" kändes otidsenligt. Doktor Arvid Wallgren var en av många som i anföranden och artiklar pläderade för en mer aktiv och förebyggande barnhälsovård genom barnavårdscentraler. Större tyngd skulle läggas vid att undervisa, upplysa och övervaka i fråga om barnets vård och uppfödning. En kommitté tillsatt av Svenska Läkarsällskapets pedriatiska sektion lade 1923 fram förslag "organisation av barnhälsovården vid barnavårdscentraler". Den första barnavårdscentralen öppnades av doktor Axel Höjer i Solna 1921 genom omorganisation av den lokala Mjölkdroppekliniken. Utdelningen av färdigberedda mjölkblandningar fick mindre betydelse och istället kom huvudfokuset för verksamheten att läggas på kontroll och övervakning av barnets tillstånd samt råd och hjälp.
På 1930-talet hade Sverige fortfarande en hög spädbarnsdödlighet med stora lokala variationer. 1937 tog riksdagen beslut om att kostnadsfri mödra- och barnhälsovård skulle erbjudas alla. Enligt beslutet skulle barnavårdscentraler ersätta de redan etablerade Mjölkdropparna. 1938-1940 kom mödra- och barnavårdscentraler igång i hela landet. Riksdagen beslöt att landstingen med statsstöd skulle ansvara för de nya barnavårdscentralerna. Genom rådgivning av blivande mödrar, kontroll av de födda barnen och rådgivning ville man från riksdagens sida ytterligare minska dödsfallen bland spädbarn. Den tidigare frivilliga verksamheten övergick då till en statsunderstödd form. Hälsokontrollerna skulle ske genom läkarundersökning på mottagningar och genom sjuksköterskans hembesök samt särskilda systermottagningar. Verksamheten fungerade väl och 1940 var även ettåringarna välkomna till barnavårdscentralerna. Efter ytterligare några år föreslogs att statsbidrag skulle utgå för alla åldersklasser under förskoleåldern.

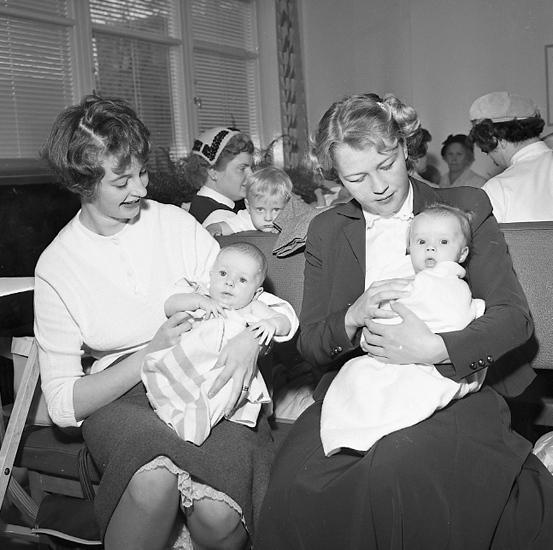
Barnavårdscentral vid Uddevalla Lasarett. Bilden är tagen 1957.

Landstinget accepterade en plan som lades fram av barnmorskestyrelsen 1938. Det skulle upprättas mödravårdscentraler med specialutbildad personal vid centrallasaretten - barnavårdscentraler typ 1. Barn- och mödravårdscentraler av typ 2 av mindre kvalificerad form skulle anordnas i samtliga städer. Slutligen skulle det i provinsialläkardistrikten organiseras mödra- och barnavårdsstationer av lokala läkare, barnmorskor och distriktssköterskor. De första åren tog BVC endast emot barn upp till ett år men från och med 1943 utökades verksamheten att innefatta alla barn upp till tre års ålder.

### 1950 och framåt
1950 och framåt tog barnavårdscentralerna ansvar för vaccinationer. Det allmänna vaccinationsprogrammet infördes och byggdes successivt på under hela 1950-talet. 1959 innefattade det allmänna vaccinationsprogrammet smittkoppor, tuberkulos, difteri, stelkramp, kikhosta och polio.Från 1955 satsades även aktivt på barnsäkerhet. I början av 1960-talet uppmärksammades att barn över två år sällan kom till BVC. En del barn började skolan med hälsoproblem som man kunde ha upptäckt tidigare. 1968-1973 erbjöds därför en omfattande hälsoundersökning av alla 4-åringar. Denna nya uppgift satte strålkastarna på barnhälsovårdens behov av utökad kompetens och utveckling.Tjänster som samordnande sjuksköterskor, barnhälsovårdsöverläkare, sekreterare och psykologer tillkom över hela landet. dietister och logopeder anställdes även på ett flertal ställen.

### Förändringar under 1970-talet
Samhällets ansvar för barn och familj utökas ytterligare under 1970-talet genom barnomsorgens utbyggnad, skärpt lagstiftning mot barnaga och utvidgad föräldraförsäkring. Utöver dessa reformer ökade även kraven på riksomfattande satsningar på föräldrautbildning. En utredning tillsattes och den så kallade barnomsorgsgruppen lade fram tre redogörelser om föräldrautbildning.
Motivet till utredningen var att staten inte ansåg sig ha gjort tillräckligt för barnfamiljerna för att motverka negativa utvecklingstendenser i samhället såsom ökad skilsmässofrekvens, social isolering samt uppfostringsproblem. Barnomsorgsgruppens utredning utmynnade i tre olika betänkanden. Det slutgiltiga beslutet om föräldrautbildning Barn och vuxna (SOU 1980:27) kom 1980, dock beslutades det redan i maj 1979 om föräldrautbildningen för blivande och nyblivna föräldrar. I beslutet ingick att genom pedagogiska insatser förbättra barns levnadsvillkor och samtidigt förbättra det allmänna klimatet i samhället för barn och familjer.
Det fanns bred enighet runt kraven om föräldrarutbildning, både från stora grupper i samhället och i riksdagen. Många familjer beskrevs som isolerade. Föräldrar, i synnerhet ur lägre samhällsklasser, beskrevs som att de individualiserade och privatiserade sina problem och att detta ledde till frustationer och dålig, så kallad, "jaguppskattning". Barnomsorgsgruppens förslag ansåg att föräldrautbildning skulle innebära support i föräldrarrollen och hjälpa till att förhindra problem för barn. Med föräldrautbildningen skulle föräldrar upplysas och medvetandegöras om problemens samhälleliga bakgrund och privatiseringen av familjen skulle brytas. Det privata skulle i och med det bli samhällets ansvar.